# Örö, Västerviks kommun
Örö är en ö i Västrums socken, Västerviks kommun.
Örö har varit lotsplats sedan 1500-talet, 1598 fick lotsen Anders Jonsson på Örö ersättning för våldgästning av Sigismunds trupper i samband med att de drog sig tillbaka till Polen. Samme lots bötade i början av 1600-talet för att ha bedrivit olaglig handel. Under senare tider verkade släkterna Wirsén och Didrik i flera generationer som lotsar på ön. Ragnar Wirsén har i boken Kring en lotsgårds historia (1968) beskrivit lotsverksamheten på Örö. Lotsstationen drogs in 1881.